# جدوعة
جدوعة قرية تتبع منطقة سلمية في محافظة حماة في سورية. تبعد عن مركز مدينة السلمية حوالي 25 كم وتشتهر القرية بزراعة القمح والشعير بالإضافة إلى أشجار الزيتون واللوز والكرمة.